# Notocharis bakeri
Notocharis bakeri är en insektsart som beskrevs av Frederick Arthur Godfrey Muir 1925. Notocharis bakeri ingår i släktet Notocharis och familjen kilstritar.
Artens utbredningsområde är Filippinerna. Inga underarter finns listade i Catalogue of Life.